# اوچ‌قلوچ
اوچ‌قلوچ (به ازبکی: Uchquloch) یک منطقهٔ مسکونی در ازبکستان است که در شهرستان فاریش واقع شده‌است. اوچ‌قلوچ ۳٬۷۶۷ نفر جمعیت دارد.